# مايك هوفمان (لاعب هوكي جليد كندي)
مايك هوفمان هو لاعب هوكي جليد كندي، ولد في 26 فبراير 1959 في كامبريدج في كندا.

## وصلات خارجية
- مايك هوفمان (لاعب هوكي جليد كندي) على موقع دوري الهوكي الوطني (الإنجليزية)
- مايك هوفمان (لاعب هوكي جليد كندي) على موقع قاعة مشاهير الهوكي (لاعب أن.إتش.أل) (الإنجليزية)
- مايك هوفمان (لاعب هوكي جليد كندي) على موقع EliteProspects.com (الإنجليزية)
- مايك هوفمان (لاعب هوكي جليد كندي) على موقع HockeyDB.com (الإنجليزية)
- مايك هوفمان (لاعب هوكي جليد كندي) على موقع Hockey-Reference.com (الإنجليزية)